# 堀内哲也
堀内 哲也（ほりうち てつや、1966年10月9日 - ）は、信越放送 (SBC) の社員で、同局の元アナウンサー。情報センター次長 兼 報道部長。長野県松本市出身。

## アナウンサー時代の担当番組

### テレビ番組
- SBCニュースワイド

### ラジオ番組
- ぽっぷん王国
- ぽっぷん王国ミュージックスタジアム